# Demon One
Demon One, de son vrai nom Hakim Sid, né le 2 juillet 1975 à Choisy-le-Roi est un rappeur et acteur français. Il fonde le groupe Intouchable en 1992. Il publie par la suite son premier album studio, Démons et merveilles, en 2008, qui atteint la 24e place dans le classement de ventes en France et est resté classé neuf semaines.

## Biographie

### Jeunesse et Intouchable
Hakim Sid né le 2 juillet 1975, d’un père algérien et d’une mère française et originaire du quartier des Navigateurs et de la cité Jacques-Cartier de Choisy-le-Roi, dans le Val-de-Marne. Il commence à rapper à l’âge de 18 ans aux côtés de Mansa Konaté. Deux ans plus tard, il fonde le groupe Intouchable.
Demon One fait ses premières scènes en 1995 aux côtés de Dry, Las Montana, M.S. et Mamadou Doucouré dans les MJC d'Orly, Choisy et Vitry. Un an plus tard, le groupe fait ses premières maquettes. Entre-temps, Intouchable intègre la Mafia K’1 Fry. Demon One apparaît pour la première fois en solo en 1998 sur le deuxième album Le combat continue d’Ideal J, sur le morceau L’amour. La même année M.S disparaît à la suite d'un règlement de comptes. Ce n’est que le début d’une série de décès qui vont toucher Intouchable. Las Montana meurt dans d’étranges circonstances, également lors d'un règlement de comptes. Malgré le chagrin, Intouchable continue à avancer ; en 2000, le groupe sort son premier album, Les points sur les I, et part en tournée avec le 113, avec qui il signe le titre Hold up sur l’album Les Princes de la ville.

### Carrière solo
Demon One continue son chemin en solo avec quelques titres, notamment Une Histoire sur Vitry Club et Insensible en featuring avec Oujdi sur la mixtape Hall School. En 2003, quelques mois avant la sortie de l’album de la Mafia K’1 Fry, La Cerise sur le ghetto, Mamad meurt à son tour, pour les mêmes raisons que les autres membres du groupe. En 2004, Demon One commence à travailler sur son projet d’album solo. Il fait de plus en plus d’apparitions comme sur Talents Fachés 2 et 113 Degrés de 113. En 2005, Intouchable publie son deuxième album, La vie de rêve, vendu à 35 000 exemplaires en décembre 2005,. Grâce à des morceaux dits commerciaux, comme La Gagne avec Tonton David, le groupe gagne en notoriété. En 2007, Demon One défraie la chronique avec le titre Votez pour moi, dans lequel il fait une véritable campagne électorale. Il fait aussi des prestations remarquées sur l’album de la Mafia K’1 Fry, Jusqu'à la mort. Le 25 juin 2007, il publie son street album, Mon rap, qui contient les singles Monsieur le Maire et Votez pour moi.
Le 14 janvier 2008, il revient avec son album solo, Démons et merveilles, qui atteint la 24e place dans les classements français, et reste classé neuf semaines. Concernant le titre de l'album, Demon One explique : « Je l’ai appelé comme ça parce que ma vie a toujours été tiraillée entre démons et merveilles. J’ai vu comment la vie pouvait être belle, comment elle pouvait être agréable, j’ai vu ses bons côtés et comment à côté de ça, elle pouvait être hardcore, sans pitié. Et aussi parce que dans cet album je rap mes démons et mes merveilles, comme mes joies et mes peines, mes nuits et mes journées, mes rêves et mes cauchemars. Cet album est surtout inspiré de mon vécu, de certaines expériences et tout ce que j’ai sur le cœur. Je parle de solitude comme de déception. Comme je le dis dans le morceau Déceptions, il ne faut pas être naïf, se méfier des beaux-parleurs qui en disent tant. Il faut se méfier des gens qui promettent "monts et merveilles", qui promettent la fusée mais n’ont pas le moteur, qui veulent te manipuler. » En parallèle, le titre J'étais comme eux enregistré avec Soprano atteint la 16e place et est resté classé 23 semaines.
Depuis la sortie de Démons et merveilles, les apparitions de Demon One se font rares. En 2012, il s'associe avec Dals pour le titre Faut pas jouer avec la rue extrait de la mixtape Criminal Minds. En 2014, il annonce son retour ainsi qu'un nouvel album dans lequel il compte faire participer Booba. En juin 2015, Demon One revient avec un clip intitulé Démoniak, réalisé par Iron Sy.

## Discographie

### Albums studio
- 2007 : Mon rap (street album)
- 2008 : Démons et merveilles
- 2020 : Demonstrada (EP)
- 2021 : Demonstrada 2.0

### Albums collaboratifs
- 1999 : Légendaire (avec la Mafia K'1 Fry)
- 1999 : Les points sur les I (maxi ; avec Intouchable)
- 2000 : Les points sur les I (avec Intouchable)
- 2001 : I Have a Dream (maxi ; avec Intouchable)
- 2003 : La Cerise sur le ghetto (avec la Mafia K'1 Fry)
- 2005 : Original Mix-Tape (mixtape ; avec Intouchable)
- 2005 : La Vie de rêve (avec Intouchable)
- 2007 : Jusqu'à la mort (avec la Mafia K'1 Fry)

## Filmographie
- 2009 : Un prophète de Jacques Audiard
- 2011 : African Gangster de Jean-Pascal Zadi et Alpha 5.20
- 2012 : Les Kaïra de Franck Gastambide